# Đông Dẫn

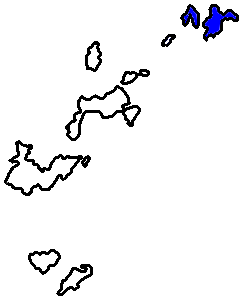
Vị trí tại Mã Tổ

Đông Dẫn (tiếng Trung: 東引鄉; bính âm: Dōngyǐn Xiāng) là một hương của huyện đảo Liên Giang (quần đảo Mã Tổ), tỉnh Phúc Kiến, Trung Hoa Dân Quốc (Đài Loan). Hương gồm hai hòn đảo chính là Đông Dẫn và Tây Dẫn cùng một số đảo nhỏ khác. Trong những năm gần đây, việc quân đội Đài Loan giảm sự hiện diện tại các đảo tiền tiêu đã ảnh hưởng đáng kể đến kinh tế của Đông Dẫn. Hương có diện tích 3,8 km², dân số vào tháng 8 năm 2011 là 1.077 người thuộc 275 hộ, mật độ cư trú đạt 283,4 người/km².